# 張楚瑩
張楚瑩（Cheung Kimberley Vanessa，1994年1月27日—），香港女子劍擊運動員。

## 簡歷
2014年9月，張楚瑩代表香港參加南韓仁川舉行的亞運會劍擊比賽，與鄭曉霖、廖恩尉和連寶香合作贏得女子花劍團體賽銅牌。2017年8月，香港排名第一的張楚瑩代表香港參加台北舉行的世大運，取得第六名的成績。她是首位奪得世界個人賽前八名成績的女子花劍運動員，並創下香港於女花世界性賽事的最佳成績。2018年3月，張楚瑩於美國安納海姆花劍大獎賽取得第十二名的成績, 是首位奪得世界大獎賽前十六名成績的女子花劍運動員。